# Luis de Albuquerque
Pour les articles homonymes, voir Albuquerque (homonymie).
Luis de Albuquerque, né le 6 mars 1917 à Lisbonne et décédé le 22 janvier 1992 à Lisbonne, est un mathématicien et géographe portugais, spécialiste d'histoire maritime. Il s'est fait remarquer par la qualité de ses travaux sur l'histoire des découvertes portugaises.

## Biographie
Luis Guilherme Furtado Mendonça Castilho de Albuquerque est né à Lisbonne le 6 mars 1917. Il est le fils de Dona Emília de Sá Furtado de Mendonça, née à Santarém, Tomar 1892 et du  capitaine de chevalerie Eduardo Castilho de Albuquerque, né en 1878, un des portugais de La Lys. Il a épousé Maria Benedita Lares de Moraes, née le 19 août 1924. Albuquerque et son épouse ont eu une fille, Maria Helena Morais de Albuquerque, né en 1944, qui est l'épouse de Francisco José Ferreira Guedes de Carvalho.
De 1927 à 1929, Albuquerque a fréquenté les lycées José Falcão et Júlio Henriques à Coimbra. Il fut admis ensuite au Collège militaire, où il termine ses études générales en 1934. Il étudie ensuite à l'université de Lisbonne et y est diplômé en mathématiques (1939) et devient ingénieur en géographie (1940).
Dans les années 1940, Albuquerque participe activement à la lutte contre Salazar et le « salazarisme ». Il a des activités littéraires dans une revue nommée Vértice. Il en était le directeur, le journaliste, l'éditeur, le distributeur... Il était obligé dans ses activités d'utiliser quatre pseudonymes, qui sont, aujourd'hui, bien connus. Les autres opposants étaient en prison ou étaient dans l'impossibilité de se manifester : certains avaient été destitués de leurs fonctions, les autres avaient des problèmes avec la PIDE.
Luis de Albuquerque commence à enseigner comme assistant à la faculté des sciences de l'université de Coimbra en 1941. Il fut élu président de l’Association académique de Coimbra en 1946, mais il en sera écarté pour des raisons politiques.
En décembre 1951, il est mandaté pour une mission officielle à Malaga, en Espagne, lors du XIVe Congrès luso-espagnol pour le progrès des sciences.
En novembre 1958, il est mandaté pour une mission officielle à Madrid, en Espagne, lors du XXIVe Congrès luso-espagnol pour le progrès des sciences.
En mai 1959, il obtint son doctorat de mathématiques, à l'université de Coimbra, sur le thème Sobre a Teoria da Aproximação Funcional.
En juillet 1969, il est invité par l’université de Recife au Brésil, pour donner un cours sur le thème « Os Fundamentos da  Teoria da Aproximação Funcional » puis il participe au IVe Colloque d'études luso-brésiliennes (Estudos Luso-Brasileiros), à Bahia, Brésil.
En octobre 1959, il obtient une bourse pour étudier à l’université de Göttingen en Allemagne, sur le thème « Métodos Estocásticos e Teoria da Informação ». C'est à cette époque qu'il commence à s'intéresser à l’histoire des Grandes découvertes et plus particulièrement celles des portugais, ce qui restera toute sa vie un de ses sujets d'études préférés.
En 1960, il participe au Congrès international de l'histoire des découvertes, intégré aux « Comemorações Henriquinas », et il collabore, avec Armando Cortezão, aux « Monument cartographique portugais » (Portugaliae Monumenta Cartografica).
En décembre 1960, il est admis dans l’Ordre des ingénieurs, dont il a été le président régional jusqu’en octobre 1964, et  devient membre du Conseil général jusqu’en 1968.
En 1961, il publie les Almanacs Portugais de Munich.
En 1963, il  publie o Livro de Marinharia da André Pires et, la même année et la suivante il crée, avec Armando Cortezão, un cours d'« histoire de la cartographie ancienne »" (História da Cartografia Antiga) à l'université de Coimbra.
Le 9 juillet 1966, il est nommé professeur cathédratique à la faculté des sciences de l’université de Coimbra.
De 1966 jusqu’à 1968, il est élu secrétaire général de l’université de Coimbra.
De 1968 jusqu’à 1970, il est professeur à l’université Lourenço Marques.
De 1970 jusqu’à 1972, il est à nouveau secrétaire général de l’université de Coimbra.
En mai 1974, il est élu président du comité directeur de la faculté des sciences de l’université de Coimbra.
À la suite de la révolution des Œillets du 25 avril, il est nommé gouverneur civil de la province de Coimbra, charge qu'il occupe de 1974 à 1976. Ce sera l’unique activité politique officielle de sa carrière.
Entre 1978 et 1982, il est nommé vice-recteur de l’université de Coimbra et directeur de la bibliothèque de l’Université de 1978 jusqu'à 1987.
Dès 1979, il a participé à la création de l’École supérieure de formation de professeurs de Cabo Verde.
De 1980 jusqu’à 1983, il a enseigné l'histoire de la « Culture portugaise à la Renaissance » (História da Cultura Portuguesa O Renascimento) à l'université de Lisbonne.
En 1983, Il collabore à l'organisation de la XVIIe exposition européenne de arts, des sciences et de la culture.
Avant son jubilé, il enseigne l'histoire des sciences (Historia da Ciência) et l'histoire des découvertes et de l'expansion portugaises (Historia  dos Descobrimentos e da Expansão Portuguesa) à l'université de Coimbra et à l'université autonome de Lisbonne ainsi que l'histoire de la science nautique et de la cartographie (História da Náutica e da Cartografia) à l'université nouvelle de Lisbonne.
En 1985, il est fait docteur honoris causa en histoire, par l’université de Lisbonne et, la même année ses amis, portugais et étrangers, lui dédient l'ouvrage A Abertura ao Mundo. Estudos de História dos Descobrimentos Europeus em Homenagem a Luís de Albuquerque.
En 1986, il devient directeur d'études à École des hautes études en sciences sociales (EHESS).
En 1987, il est jubilé comme professeur, mais continue son activité à l’université de Coimbra comme administrateur du Palácio de S. Marcos, Fundação da Casa de Bragança e Fundação D. Manuel II.
En 1989 il publie les 6 volumes de Portugal no Mundo et les 50 volumes de la Bibliothèque de l'expansion portugaise.
En 1990, il est un des commissaires de l’exposition Portugal-Brasil, A era dos Descobrimentos Atlânticos. Il est élu président du Conseil scientifique de la Commission nationale des découvertes (Comissão Nacionl dos Descobrimentos).
En octobre 1991, il est hospitalisé à la suite d'un accident cardio-vasculaire dont il ne se remet pas.
En novembre 1991, les autorités portugaises décident de constituer la Fondation Luis Albuquerque.
Il meurt, à Lisbonne, le 22 janvier 1992 à l'Hôpital de la Marine.

## Distinctions
- Grand-croix de l'ordre de Sant'Iago de l'Épée
- Grand officier de l'ordre de l'Infant Dom Henri

## Publications
La liste des ouvrages publiés par Luis de Albuquerque est longue. La bibliothèque de Portugal en recense 252 sous son nom complet : « Albuquerque, Luís Guilherme Mendonça de ».
Quelques-uns de ses travaux ont été publiés en français. Ils ne sont pas référencés sous son nom par la BNF.
- "Les cartographes portugais", in Lisbonne hors des murs, 1415-1580.L'invention du monde par les navigateurs portugais, dir. de Michel Chandeigne, Paris, Autrement Série Mémoires nº1, 1990,p. 71-70.
- "La chronologie à l'époque de Christophe Colomb (Abraham Zacuto et son Almanach Perpetuum)", Atti del II Conveigno Internazionali di Studi Colombiani, Génova, Civico Istituto Colombiano, 1977.
- "Contribution des portugais à la découverte de l'Amérique du nord", in Atti del I Congresso Internazionale di Storia Americana, Génova. Tilgher, 1976, p. 153-172.
- " La Découverte du Monde par les Ibériques" Annals de la 3 era Universitat d'Estiu, Andorra, Conselleria d'Edicació I Cultura, 1985.
- "Jean Fonteneau ou João Afonso e a sua Cosmografia", in Les Rapports Culturels et Littéraires entre le Portugal et la France, Paris, FCG-CCP, 1983.
- "La Nautique au temps de Camões", in Visages de Luis de Camões, Paris FCG-CCP, 1972.
- "Le livre de Marinharia de Gaspar Moreira", introduction et notes par Léon Bourdon.

Parmi ses nombreux travaux Luis de Albuquerque a collaboré à plusieurs dictionnaires et encyclopédies dont l’encyclopédie sur Christophe Colomb publiée par Les éditions MacMillan :
- The Christopher Columbus Encyclopedia, Silvio A. Bedini, Editor, 2 vols. [paginados consecutivamente], s/l., MacMillan Publishers, 1992. Participation de Albuquerque pour les chapitres : «Dias, Bartolomeu», p. 223; «Indies, The», p. 372-374; «Lunar Phenomena», p. 438-439; «Solar Phenomena», p. 640-641; «Southern Cross», p. 642-643; «Treaty of Tordesillas», p. 678-679; «Vizinho, José», p. 693; «Zacuto, Abraham», p. 753-754.
- Après la publication de la compilation de textes de Mascarenhas Barreto sur de supposées origines portugaises de Christophe Colomb, Luis de Albuquerque a publié dans le chapitre X de son ouvrage intitulé Dúvidas e Certezas na História dos Descobrimentos Portugueses[2] (vol. I, Lisboa, Círculo de Leitores, imprimé en 1991) la liste de toutes les théories connues concernant l'histoire, jamais démontrée, d'un Christophe Colomb né au Portugal. Albuquerque démontre également dans cet ouvrage que le livre de Barreto ne constitue qu'une médiocre compilation de textes connus, trouvés dans les ouvrages cités.

### Histoire
- Algumas observações sobre o planisfério ‘Cantino’ (1502), Coimbra, JIU-AECA, Sep. XXI, 1967. (co-autoria de L. A. e José
- Alguns Aspectos da Ameaça Turca sobre a Índia por Meados do Século XVI, Coimbra, JIU-AECA, Sep. CI, 1977.
- Alguns Casos da Índia Portuguesa no Tempo de D. João de Castro, 2 vols., Lisboa, Alfa (BEP, vols. 6/7), 1989.
- Os Antecedentes Históricos das Técnicas de Navegação e Cartografia na Época dos Descobrimentos/The Historical Background to the Cartography and the Navigational Techniques of the Age of Discovery, Lisboa, CNCDP-Ministério da Educação, 1988.
- O Arquipélago da Madeira no Século XV, [Funchal], Secretaria Regional do Turismo e Cultura/Centro de Estudos de História do Atlântico, 1987. (co-autoria de L.A. e Alberto Vieira)
- Ed. inglesa: The Archipelago of Madeira in the XV century, [Funchal], Secretaria Regional do Turismo e Cultura/Centro de Estudos de História do Atlântico, 1987.
- Arte de Navegar de Manuel Pimentel, ed. comentada e anotada por Armando Cortesão, Fernanda Aleixo e L.A., Lisboa, JIU-AECA, * Atlas de Fernão Vaz Dourado. Reprodução do códice iluminado 171 da BN, nota introdutória e preparação de L.A., com a colaboração de Maria Catarina Madeira Santos e Maria Armanda Ramos, Lisboa, CNCDP, 1991.
- À 'Aula de Esfera' do colégio de Santo Antão no século XVII, Coimbra, JIU-AECA, Sep. LXX, 1972.
- Bartolomeu Dias. Corpo Documental-Bibliografia, coordenação e nota introdutória de L.A., transcrição de Vítor Rodrigues, bibliografia de José Barbosa, Lisboa, CNCDP, 1988.
- Biblioteca da Expansão Portuguesa, direcção de L.A., 50 vols., Lisboa, Alfa, 1989.
- Carta de Doação da Capitania de Machico Feita Pelo Infante Don Henrique a Tristão Vaz Teixeira, Machico, Câmara Municipal, 1989. (Preparado por L.A. e Alberto Vieira, aparece sem identificação dos autores)
- Cartas de D. João de Castro a D. João III, Transcrição em português actual e comentários de L.A., Lisboa, Alfa (BEP, vol. 2), 1989.
- Cartas Trocadas entre D. João de Castro e os Filhos (1546-1548), Nota introdutória, leitura e comentários de L.A., CNCDP-Ministério da Educação, 1989.
- As ciências exactas na reforma pombalina do ensino superior, Sep. de Vértice, n.os 52-54, Coimbra, 1948.
- Ciência e Experiência nos Descobrimentos Portugueses, Lisboa, Instituto de Cultura e Língua Portuguesa, 1983.
- Colombo/Columbus, Lisboa, Clube do Coleccionador dos Correios, 1992.
- Considerações sobre a carta portulano, Lisboa, IICT-CEHCA, Sep. 191, 1985.
- Reimp. em trad. inglesa: "Observations on the portulan-chart", Mare Liberum, nº 1, 1990, p. 117-129.
- Contribuição das navegações do século XVI para o conhecimento do magnetismo terrestre, Lisboa, JIU-AECA, Sep. XLIV, 1970.
- Copérnico, Nicolau, As Revoluções dos Orbes Celestes, tradução portuguesa com Introdução e notas de L.A., Lisboa, FCG, 1984.
- Crónica do Descobrimento e primeiras conquistas da India pelos Portugueses, Introdução, leitura, actualização, notas e glossário de L.A., Lisboa, IN-CM, 1986, 423 pp.
- Crónica do Vice-Rei D. João de Castro, Transcrição e notas de L.A. e Tresa Travassos Cortez da Cunha Matos, Tomar, Escola Superior de Tecnologia de Tomar com o apoio da CNCDP, 1995, p. 589.
- Crónicas de História de Portugal, Lisboa, Editorial Presença, 1987.
- "Cumpriu-se o Mar". As Navegações Portuguesas e as Suas Consequências no Renascimento, Catálogo I do Núcleo do Mosteiro dos Jerónimos da XVII Exposição Europeia de Arte, Ciência e Cultura, Lisboa, Presidência do Conselho de Ministros, 1983. (co-autoria de L.A., Inácio Guerreiro e António Miguel Trigueiros)
- Curso de História da Náutica, Rio de Janeiro, Serviço de Documentação Geral de Marinha, 1971. - 2ª ed. revista: Coimbra, Livraria Almedina, 1972, 3ª ed.: Lisboa, Alfa-BEP, vol. 25, 1989.
- Curso de História da Náutica e da Cartografia. Para estudantes e pós-graduados. Sumário das lições. Coimbra, Universidade de Coimbra, 1970-1971. (co-autoria de Armando Cortesão e L.A.)
- Os Descobrimentos Portugueses, Lisboa, Alfa, 1985. (Reimp.: Lisboa, Selecções do Reader's Digest, s/d.)
- Os Descobrimentos Portugueses, vol. I: Viagens e Aventuras ; vol. II: As Grandes Viagens, Lisboa, Caminho, 1991-1992. (co-autoria de L.A., Ana Maria Magalhães e Isabel Alçada) - 2ª ed.: Lisboa, Caminho, 1992, 3ª ed.: Lisboa, Caminho, 1995.
- A determinação da declinação solar na náutica dos descobrimentos, Coimbra, JIU-AECA, Sep. XVI, 1966.
- Diário da Viagem de D. Álvaro de Castro ao Hadramaute em 1548, Coimbra, JIU-AECA, Sep. LXXVI, 1972.
- Dicionário de História dos Descobrimentos Portugueses, direcção de L.A., coordenação de Francisco Contente Domingues, 2 vols., Lisboa, Círculo de Leitores e Editorial Caminho, 1994.
- Dois documentos sobre a carreira do trato de Moçambique, Coimbra, JICU-CECA, Sep. XCVII, 1976.
- Duas obras inéditas do Padre Francisco da Costa (códice NVT/7 do National Maritime Museum), Coimbra, JIU-AECA, Sep. LII, 1970.
- Dúvidas e Certezas na História dos Descobrimentos Portugueses, 2 vols., Lisboa, Vega, 1990-1991 - 2ª ed. do 1.º vol.: Lisboa, Vega, 1990. Dans cet ouvrage, Albuquerque démontre que la théorie des origines portugaises des Colombs est une mystification.
- Escalas da carreira da Índia, Lisboa, JICU-CECA, Sep. CX, 1978.
- Estudos de História, 6 vols., Coimbra, Biblioteca Geral da Universidade de Coimbra-AUC, 1974-1976.
- Estudos de História da Ciência Náutica. Homenagem do Instituto de Investigação Científica Tropical, Organização e Prefácio de Maria Emília Madeira Santos, vol. I, Lisboa, IICT, 1994.
- Fragmentos de Euclides numa versão portuguesa do século XVI, Coimbra, JIU-AECA, Sep. XXVI, 1969.
- Historia de la Navigación Portuguesa, Madrid, Editorial MAPFRE, Colecciones MAPFRE 1492 IX/1, 1992.
- Gil Eanes, Lisboa, IICT-CEHCA, Sep. 186, 1987.
- Os Guias Náuticos de Munique e Évora, Introduction by Armando Cortesão, Lisboa, JIU-AECA, Série Memórias nº 4, 1965.
- A Ilha de São Tomé nos Séculos XV e XVI, Textos modernizados por L.A. e Maria da Graça Pericão e comentários finais da autoria de L.A.,Lisboa, Alfa (BEP, vol. 21), 1989.
- As inovações da náutica portuguesa do século XVI, Lisboa, IICT-CEHCA, Sep. 166, 1984.
- Instrumentos de Navegação, Lisboa, CNCDP, 1988. (Édition anglaise sous le titre : inglesa: Instruments of Navigation, Lisboa, CNCDP, 1988.)
- Introdução à História dos Descobrimentos, Sep. de Vértice, nºs 169-182, Coimbra, 1959 - 2ª ed: Coimbra, Atlântida, 1962, 3ª ed: revista, s/l, Publicações Europa-América, s/d [1983], 4ª ed: (reimpressão da 3ª edição) Mem Martins, Europa-America, 1989.
- Jornal de Bordo e Relação da Viagem da Nau "Rainha" (Carreira da Índia-1558), Introdução, leitura actualizada e notas de L.A., Lisboa, CNCDP-Ministério da Educação, 1991, 44 pp.
- Livro das Armadas, ed. fac-símile, organização e nota introdutória de L.A., Lisboa, Edição da Academia das Ciências de Lisboa no Segundo Centenário da Sua Fundação, 1979.
- O Livro de Marinharia de André Pires, Introduction by Armando Cortesão, Lisboa, JIU-AECA, Série Memórias nº 1, 1963 - 2ª ed: Lisboa, Vega, s/d [1989], 226 pp.
- Le "Livro de Marinharia" de Gaspar Moreira, Introduction et notas par León Bourdon e L.A., Lisboa, JICU-AECA, Série Memórias nº 20, 1977.
- O Livro de Marinharia de Manuel Álvares, Introduction by Armando Cortesão, Lisboa, JIU-AECA, Série Memórias nº 5, 1969.(Édition trilingue português-chinês-inglês intitulée Memória das Armadas, Macau, Instituto Cultural de Macau/Museu Marítimo de Macau/Comissão Territorial de Macau para as Comemorações dos Descobrimentos Portugueses, 1995.
- A Náutica e a Ciência em Portugal. Notas sobre as navegações, Lisboa, Gradiva, 1989.
- Navegação Astronómica, Lisboa, CNCDP, 1988 [também em edição inglesa]
- As Navegações e a Sua Projecção na Ciência e na Cultura, Lisboa, Gradiva, 1987.
- Navegadores, Viajantes e Aventureiros Portugueses. Sécs. XV-XVI, 2 vols., Lisboa, Círculo de Leitores e Editorial Caminho, 1987 - 2ª ed. em 1 vol.: Lisboa, Editorial Caminho, 1992.
- Notas Para a História do Ensino em Portugal, vol. 1 [único publicado], Coimbra, Ed. do Autor, 1960.
- Notícia de uma biografia inédita de D. João de Castro, Coimbra, JICU-CECA, Sep. CIII, 1977.
- Obras Completas de D. João de Castro, edição crítica por Armando Cortesão e L.A., 4 volumes, Coimbra, Academia Internacional de Cultura Portuguesa, 1968-1981.
- Para a História da Ciência em Portugal, Lisboa, Livros Horizonte, 1973.
- Portugaliae Monumenta Africana, direcção de L.A. e Maria Emília Madeira Santos, vol. I, Lisboa, CNCDP/IN-CM, 1993.
- Portugal no Mundo, direcção de L.A., 6 vols., Lisboa, Alfa, 1989.(Réédtion : 3 vols., Lisboa, Selecções do Reader’s Digest, 1992.)
- Portuguese books on nautical science from Pedro Nunes to 1650, Lisboa, IICT-CEHCA, Sep. 168, 1984.
- A projecção da náutica portuguesa quinhentista na Europa, Coimbra, JICU-AECA, Sep. LXV, 1972.
- O Reino da Estupidez e a reforma pombalina, Coimbra, Atlântida, 1975.
- Relação da Viagem de Vasco da Gama: Álvaro Velho, Introdução e notas de L.A., Lisboa, CNCDP/Ministério da Educação, 1989.
- Sobre a observação de estrelas na náutica dos descobrimentos, Coimbra, JIU-AECA, Sep. VII, 1965.
- Sobre as prioridades de Pedro Nunes, Coimbra, JIU-AECA, Sep. LXXVIII, 1972.
- O tratado de Tordesilhas e as dificuldades técnicas da sua aplicação rigorosa, Coimbra, JIU-AECA, Sep. LXXXIII, 1973.
- Um exemplo de 'Cartas de Serviços' da Índia, Coimbra, JICU-CECA, Sep. CXVII, 1979.
- Um Portulano de Diogo Homem (c. 1566) na Biblioteca Geral da Universidade de Coimbra. Homenagem a Marcel Destombes, textos de L.A., Minako Debergh e Marcel Destombes, Coimbra, Biblioteca Geral da Universidade, 1988, 36 pp.
- Um processo gráfico usado pelos marinheiros do século XVII na determinação da amplitude ortiva de um astro, Coimbra, JICU-AECA, Sep. LIV, 1970.
- Um roteiro primitivo do Cabo da Boa Esperança até Moçambique, Coimbra, JIU-AECA, Sep. LIX, 1970.
- A viagem de Vasco da Gama entre Moçambique e Melinde, segundo Os Lusíadas e segundo as crónicas, Coimbra, JIU-AECA, Sep. LXXIII, 1972.

### Mathématiques
- Algumas propriedades dos conjuntos dos espaços abstractos. Dissertação para o Doutoramento na Faculdade de Ciências da Universidade de Coimbra, Porto, Tipografia Empresa Guedes, s/d [1945].
- Análise Matemática III.1, Segundo as lições do Doutor Luís de Albuquerque, Coimbra, Liv. Almedina, 1971-1972.
- Análise Matemática III.2, Segundo as lições do Doutor Luís de Albuquerque, Coimbra, Liv. Almedina, 1971-1972.
- Análise Matemática IV, Segundo as lições do Doutor Luís de Albuquerque, Coimbra, Liv. Almedina, 1971.
- Análise Matemática IV, Segundo as lições do Doutor Luís de Albuquerque, Coimbra, Liv. Almedina, 1972-1973.
- Aproximação funcional. Resumo de conferências (Conferências realizadas nos dias 2, 3 e 4 de Setembro de 1959), Recife, Instituto de Física e Matemática do Recife - Textos de Matemática, 1959.
- Cálculo infinitesimal. Lições do curso de 1963-1964, coligidas por Joaquim Namorado, Coimbra, Livraria Almedina.
- Curso de Desenho, Coimbra, 1957.
- Curso de Desenho Rigoroso, s/l, s/ed, s/d.
- Curso Livre de Equações Diferenciais, Coimbra, Secção de Textos, 1963-1964.
- Elementos de Geometria Projectiva e Geometria Descritiva, Coimbra, Livraria Almedina, 1969.
- Exercícios de Álgebra e Geometria Analítica, Pref. de Manuel Esparteiro, ts. I e II, Coimbra, Coimbra Editora, 1947. (co-autoria de L.A. e João Farinha)
- Exercícios de Geometria Descritiva, Porto, Tipografia Empresa Guedes, 1942.
- Exercícios de Geometria Descritiva, Coimbra, Atlântida, 1951. (co-autoria de L.A. e João Farinha)
- Filtros e redes, Coimbra, Universidade de Coimbra-Instituto de Matemática da Faculdade de Ciências, 1971.
- Física Elementar, Coimbra, 1946.
- Geometria Descritiva, Coimbra, Associação Académica, 1946.
- Geometria Descritiva: Lições Práticas, Coimbra, Associação Académica, 1948. (Reed.: Coimbra, Secção de Textos, 1968).
- Geometria Projectiva, s/l, s/ed, s/d.
- Matemáticas Gerais, segundo as lições do Exmº Sr. Prof. Doutor Luís de Albuquerque em 1962-1963, coligidas por João Miranda, Coimbra, Livraria Almedina.
- Metodologia da Matemática I (Sumários de um curso), Coimbra, 1974.(Reed.: Coimbra, 1977.)
- Sobre a Teoria da Aproximação Funcional, Coimbra, Instituto de Alta Cultura, 1958.

## Sources
- A Abertura do Mundo. Estudos de História dos Descobrimentos Europeus em Homenagem a Luís de Albuquerque, org. de Francisco Contente Domingues e Luís Filipe Barreto, 2 vols., Lisboa, Presença, 1986-1987.
- Luís de Albuquerque. O Homem e a Obra [Catálogo da Exposição], coord. Isabel Pereira, Alfredo Pinheiro Marques e Ana Paula Cardoso, Figueira da Foz, Câmara Municipal-Serviços Culturais, 1993.
- Luís de Albuquerque Historiador e Matemático. Homenagem de Amizade a um Homem de Ciência, Lisboa, Edições Chaves Ferreira, 1998.